# عائد إلى حيفا (مسلسل)
مسلسل عائد إلى حيفا هو مسلسل سوري مأخوذ عن قصة الكاتب الفلسطيني غسان كنفاني عائد إلى حيفا إنتج عام 2004 

## قصة المسلسل
ملحمة وطنية مؤثرة. شخصياتها أسرة بما تحمله من نبل وعنفوان وقدرة على المواجهة، والأهم من هذا كله انها تحاكي قضية فلسطين في بعدها الإنساني العميق. ففي هذا المسلسل يقف المشاهد أمام حالة انسانية وطنية تراجيدية، حيث تبدأ مع عام النكبة في ذروة احداثه، ليصور المسلسل رحلة طويلة من التشرد والعذاب والآلام، رحلة يغوص في مخاضها مئات الألوف من الفلسطينيين بعد ان اقتلعوا من ديارهم وحرموا من أهلهم وأرضهم، فالمسلسل يؤرخ ليوميات سقوط حيفا عام 1948 من خلال رصده لمصير عائلة فلسطينية (مأساة المدرس الفلسطيني سعيد وزوجته صفية) حيث تشتت وعانت من التهجير والنزوح والتشريد في المخيمات.

## مكان التصوير
صور في مدينة صافيتا الساحلية التي تشبه في جغرافيتها مدينة حيفا.

## أبطال العمل
- نورمان أسعد
- صباح الجزائري
- سلوم حداد سعيد
- سامر المصري
- تيسير إدريس
- قمر خلف
- تاج حيدر خالدة
- روعة السعدي
- محمد رافع
- تولين البكري
- فائق عرقسوسي
- فاديا خطاب
- نوار بلبل
- خالد المالح كولونيل كارميتل
- زينة مارديني شلوميت
- ياسين عدس شاويش الميناء